# Haripur (Sunsari)
Haripur (nepalski: हरिपुर) – gaun wikas samiti we wschodniej części Nepalu w strefie Kośi w dystrykcie Sunsari. Według nepalskiego spisu powszechnego z 2001 roku liczył on 1556 gospodarstw domowych i 8305 mieszkańców (4024 kobiet i 4281 mężczyzn).